# 寧妃 (朱慈烺)
寧妃（1627年或1628年—1645年或1646年），是明朝崇祯帝太子朱慈烺的太子妃。
寧妃的父亲是宁浤，崇祯十七年（1644年），李自成攻克北京。崇祯帝在煤山自缢殉国。朱慈烺被李自成捕获，李自成封朱慈烺为宋王，带他去山海关攻打吴三桂。李自成败退时，朱慈烺被送给吴三桂。清军入京後，吴三桂希望立朱慈烺为明帝，被摄政王多尔衮拒绝。吴三桂挟朱慈烺到山西，朱慈烺死在陕西宁家湾。宁妃在一两年后，以十九岁的芳龄死去。